# Gorgona, Colombia
Gorgona är en colombiansk ö i Stilla havet som ligger ungefär 35 km utanför colombianska stillahavskusten. Ön är 9 km lång och 2,5 km bred och högsta höjden är 338 meter och den har en total area på 26 km². Gorgona separeras från kontinenten genom en 270 meter djup undervattensklyfta. 
Mellan åren 1959 och 1984 fungerade Gorgona som en fängelseö. Ön består till stora delar av subtropisk skog och är känd för sitt stora antal endemiska arter och unika ekosystem. 1985 grundades Gorgonas nationalpark som utöver ön även omfattar korallreven runt ön.